# オリンピックボランティア
オリンピックボランティアとは、国際オリンピック委員会 (IOC) が開催する、近代オリンピックの運営などを行うボランティアである。

## 歴史
近代オリンピック第1回目となる1896年アテネオリンピックから第11回の1936年ベルリンオリンピックまで、大会運営は兵役とボーイスカウトによって支えられていた。その後、第二次世界大戦後に開催された1948年ロンドンオリンピックから一般の希望者がボランティアとして参加できるようになり、1992年バルセロナオリンピックのオフィシャルレポートのなかで「オリンピックボランティア」という言葉が正式に定義づけられた。
参加人数は概ね増加傾向にあり、1984年ロサンゼルスオリンピックで約2.8万人だったボランティアは、2004年アテネオリンピックでは約4.5万人、2012年ロンドンオリンピックでは約7万人以上、2016年リオデジャネイロオリンピックでは5万人が参加したが、一部はボランティア辞退者も多かった。なお、東京2020オリンピック・パラリンピックでは、約8.6万人（大会ボランティア 70,970人、都市ボランティア 15,698人）のボランティアが活躍した。

## 業務内容
- 運営管理サービス - 大会運営の総務全般業務をサポート
- コミュニケーション - 競技会場や開始時間などさまざまな情報を観客や関係者に提供
- エネルギー運営 - 競技場内の電力とガスの供給管理
- 環境 - 環境保護やごみのリサイクル方法などの管理およびアドバイス
- 情報テクノロジー - 競技結果などを表示するコンピュータ機器やそれらをつなぐネットワークの管理
- 国際関係 - 国際および国内オリンピック委員会メンバーの接遇
- 語学サービス - 競技役員、選手、VIPなどに対する通訳全般
- メダルセレモニー - 競技会場で行われるメダル表彰式の準備や運営
- 医療サービス&ドーピングコントロール - 選手や関係者、観客に対する医療サービスとドーピングコントロールの運営
- 輸送 - 選手やコーチ、観客を運ぶバスの運転や駐車場の整理
- オリンピックユースキャンプ - 世界の若者たちが参加するオリンピックキャンプの運営補助
- 開会式、閉会式 - 開会式、閉会式でのパフォーマンス
- 報道支援 - テレビや新聞など報道関係者の補助
- 広報 - イベント情報の提供など広報全般
- 警備 - 競技場内外の警備
- 観客案内 - 競技場内での観客の誘導および案内
- 競技運営補助 - 競技場内やトレーニング場、ウォームアップ場などにおける運営補助
- テレコミュニケーション - 競技場内外の通信およびネットワーク管理
- 旅行案内&接遇 - 選手関係者やIOC役員などの宿泊管理と接遇

## 語学力
様々な国からのボランティア参加者がいるため、英語もしくは開催国の公用語については日常会話レベルの語学力は必要とされる。ただし、コミュニケーション、語学サービス(通訳)、広報、観客案内などには、特定の言語についての高い語学力が必要とされることもある。

## 参加手順

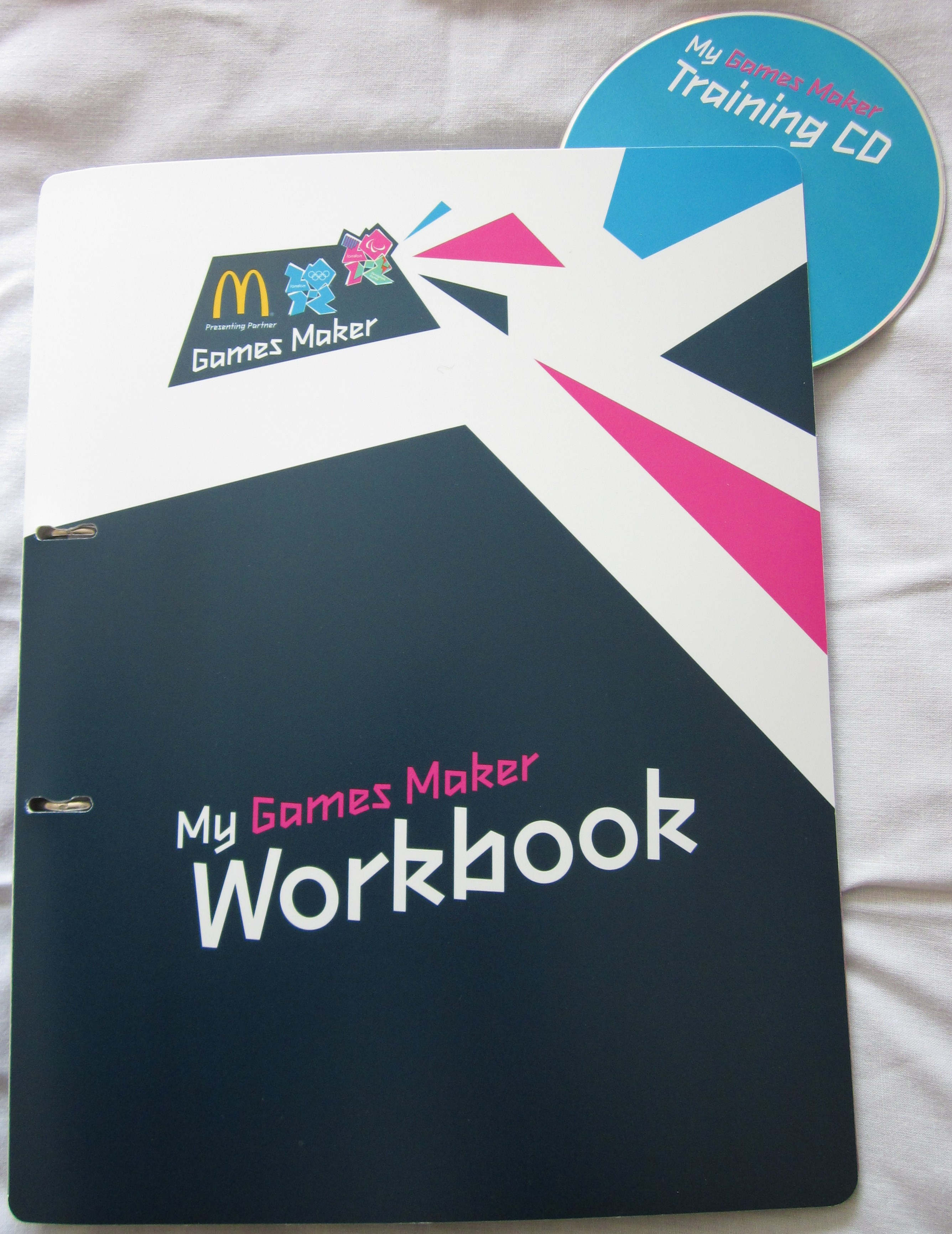
2012年ロンドンオリンピックで共通研修で使用されたワークブック

- 開催2年前 - 大会組織委員会の公式サイトから応募入力フォームに履歴書や希望業務など必要事項を入力して送信する。面接を受ける。
- 開催1年前 - オリンピックプレ大会が開催。業務によってはボランティア実地訓練がある。担当会場、業務が決定。
- 開催半年前 - 一般研修、会場研修、業務研修が行われる。航空券、滞在場所などの確保。
- 数ヶ月前～数週間前 - 現地に渡航、滞在開始：開幕1か月以上前から業務が始まるボランティアもある。ユニフォーム、IDカードなどの受け取り。
- 数週間前～開幕 - 業務開始。

## 支給物
- 大会ユニフォーム（ポロシャツ、パンツ、ジャケット、帽子、ソックス、ウェストポーチ、水筒）
- 交通機関無料使用パス
- アクレディテーションカード(首掛け式の入場パス)
- 食券、弁当

など

## 備考点
- 開催地までの渡航費、および滞在費はすべて自己負担である[要出典]。また、航空チケットや宿泊ホテルの手配も、各自の責任で行わなければならない。ただしオリンピック会場の近くにボランティア用の宿泊キャンプが設営されることもある。
- 間近で競技を観戦できる可能性もあるが、必ず観戦できるとは限らない。ただし、自国選手が出場する試合を観戦できるように現場で配慮がなされることもあり、選手と会話をしたり、記念撮影できることもある[4]。また、開閉会式のリハーサルの観覧券や売れ残ったチケットがボランティアに無料配布されることもある。
- 活動期間中は、業務のポジションによってはハードな業務内容を任されたり、休暇を取ることなく活動する場合もある[要出典]。
- 2016年のリオオリンピックにおいては苛酷な労働で、開幕1週間で1万5千人のボランティアが姿を消した[5][6]。